# Barrington (Illinois)
Barrington es una villa ubicada en el condado de Cook en el estado estadounidense de Illinois. En el Censo de 2010 tenía una población de 10327 habitantes y una densidad poblacional de 829,99 personas por km².

## Geografía
Según la Oficina del Censo de los Estados Unidos, Barrington tiene una superficie total de 12.44 km², de la cual 11.96 km² corresponden a tierra firme y (3.91%) 0.49 km² es agua.

## Demografía
Según el censo de 2010, había 10327 personas residiendo en Barrington. La densidad de población era de 829,99 hab./km². De los 10327 habitantes, Barrington estaba compuesto por el 92.08% blancos, el 0.97% eran afroamericanos, el 0.2% eran amerindios, el 3.67% eran asiáticos, el 0% eran isleños del Pacífico, el 1.4% eran de otras razas y el 1.68% pertenecían a dos o más razas. Del total de la población el 4.53% eran hispanos o latinos de cualquier raza.